# Świnków (Sainte-Croix)
Pour les articles homonymes, voir Świnków.
Świnków est une localité polonaise de la gmina de Smyków, située dans le powiat de Końskie en voïvodie de Sainte-Croix.